# Disney's クリスマス・キャロル
『Disney's クリスマス・キャロル』（ディズニーズ・クリスマス・キャロル、原題: A Christmas Carol）は、2009年のアメリカ映画。原作はチャールズ・ディケンズの小説『クリスマス・キャロル』。監督はロバート・ゼメキスであり、『ポーラー・エクスプレス』、『ベオウルフ/呪われし勇者』を更に発展させたCG技術が使われる。3D版も上映される。

## ストーリー
スクルージ&マーレイ商会を営んでいた初老の男、スクルージは冷酷で無慈悲な人間で、彼を知る者の多くはエゴイストのスクルージを忌み嫌い、仕事仲間であったマーレイの葬儀の際にも布施を出し渋るばかりか、亡骸の瞼に置かれた冥銭を持ち去るほど金に取り憑かれた男であった。
葬儀から7年後のクリスマスイブの夜、亡霊となったマーレイが彼の館を訪ねてきた。マーレイは生前に会計事務所に篭って人生を無駄にした自分の愚かさを嘆き、犯した罪の分だけ重く長くなった鎖に囚われた自らの姿を指して、このままでは「お前も同じ運命を辿る」と忠告をしにきたのだ。そして「お前のもとに3人の精霊が現れる」と言い残して去っていく。
程なくして最初の精霊がスクルージの前に姿を現した。彼はスクルージの過去のクリスマスの精霊だと自らを名乗った。過去のクリスマスの精霊はスクルージを昔、学校に通っていた頃の場所に連れて行き、その頃の時代へタイムスリップした。
その後、現在のクリスマスの精霊が館の部屋へ現れる。クリスマスイブの日、彼の書記であるボブ・クラチットの家の様子をスクルージに見せる。その際、タイニー・ティムの将来について、もう長くは生きられないと聖霊から聞く事になり、彼が生き続けることを聖霊に強く願うが、聖霊は彼の過去の言葉を使い、皮肉する。その後、時計台の鐘の中へ移動した現在のクリスマスの精霊はその鐘の音と共に白骨化し粉になり消え去る。
それとともに、未来のクリスマスの精霊が現れる。未来のクリスマスの精霊は影の様な挙動をし黒い姿であった。スクルージを墓場へ連れて行き、その墓を指しながらその墓がスクルージの墓であることを見せた。そのまま、日付を指すとその日付はちょうど明日のクリスマスの日を指していた。それを見たスクルージは精霊にからの生活を変えるからやめてくれと懇願する。
現実世界に戻されたスクルージは生きていることに大いに感謝し、彼の態度は以前より楽しく、優しい性格になる。それと同時に皆の彼に対する気持ちも変化してゆくこととなる。そして、タイニー・ティムはスクルージの肩の上に乗り、二人で幸せに包まれる。

## キャスト
| 役名                               | 俳優                       | 日本語吹替 |
| ---------------------------------- | -------------------------- | ---------- |
| エベニザー・スクルージ（現在）     | ジム・キャリー             | 山寺宏一   |
| エベニザー・スクルージ（27歳）     | ジム・キャリー             | 山寺宏一   |
| エベニザー・スクルージ（17歳）     | ジム・キャリー             | 内山昂輝   |
| エベニザー・スクルージ（少年時代） | ジム・キャリー             | 柴井伶太   |
| 過去のクリスマスの霊               | ジム・キャリー             | 山寺宏一   |
| 現在のクリスマスの霊               | ジム・キャリー             | 山寺宏一   |
| 未来のクリスマスの霊               | ジム・キャリー             | 台詞なし   |
| ボブ・クラチット                   | ゲイリー・オールドマン     | 安原義人   |
| ジェイコブ・マーレイ               | ゲイリー・オールドマン     | 安原義人   |
| タイニー・ティム                   | ゲイリー・オールドマン     | -          |
| フレッド                           | コリン・ファース           | 森川智之   |
| フェジウィッグ                     | ボブ・ホスキンス           | 熊倉一雄   |
| ジョー                             | ボブ・ホスキンス           | 熊倉一雄   |
| ベル                               | ロビン・ライト・ペン       | 諸星すみれ |
| ファン                             | ロビン・ライト・ペン       | 伊藤美紀   |
| ディック・ウィルキンス             | ケイリー・エルウィズ       |            |
| バイオリン弾き                     | ケイリー・エルウィズ       |            |
| 太った紳士                         | ケイリー・エルウィズ       | 島香裕     |
| 貧しい男                           | ケイリー・エルウィズ       |            |
| ピーター・クラチット               | ダリル・サバラ             |            |
| マーサ・クラチット                 | フェイ・マスターソン       |            |
| キャロライン                       | フェイ・マスターソン       |            |
| クラチット夫人                     | レスリー・マンヴィル       |            |
| ベリンダ・クラチット               | モリー・C・クイン          |            |
| タイニー・ティムの声               | ライアン・オチョア         | 伊澤柾樹   |
| フェジウィッグ夫人                 | ジャッキー・バーンブルック |            |
| フレッドの妻                       | レスリー・ゼメキス         |            |
| キャロラインの夫                   | カラム・ブルー             |            |
| キャロラインの子供                 | レイモンド・オチョア       |            |

日本版の主題歌はJUJUの「Present」。

## 関連作品
- ミッキーのクリスマスキャロル